# تاین
latitudeتاینlongitudeتاین
نام تاین برگرفته از رودخانه‌ای به همین نام و از ریشه هند و اروپایی به معنی جریان است. تاین (به انگلیسی: Tain) یک منطقهٔ مسکونی در اسکاتلند است که در هایلند واقع شده‌است.

## خصوصیات
تاین ۳٬۹۷۲ نفر جمعیت دارد.